# Papil·la genital
La papil·la genital és un element anatòmic dels òrgans genitals externs de certs animals.

## En els mamífers
En els mamífers, la papil·la genital és una part dels òrgans genitals externs de la femella que no es dona en els humans. Apareix com un petit tros de teixit carnós. La papil·la cobreix l'obertura de la vagina.

## En els peixos
En els peixos, la papil·la genital és un petit tub carnós situat entre l'anus i l'aleta anal present en algunes espècies, des d'on s'alliberen l'esperma o els òvuls. El sexe d'un peix sovint es pot determinar per la forma de la seva papil·la.